# الأمين (حمص)
الأمين قرية سوريّة تتبع إداريّاً لمحافظة حمص منطقة حمص ناحية حمص، بلغ تعداد سكانها 827 نسمة حسب التعداد السكاني لعام 2004.